# Политическа социология
Политическа социология е изучаването на връзките между държавата и обществото . Дисциплината разглежда съвременната история анализирайки социо-политическите течения и тенденции. Типичен въпрос, задаван в тази област е например по отношение на броя на гласуващите по време на избори, защо точно такова количество гласуват и как може да се обясни това . Полето се създава на базата на работите на Макс Вебер и Моисей Остроговски .